# Petru I al Bulgariei
Petru I (în bulgară Петър I, n. anii 910 d.Hr., Veliki Preslav, Țaratul Bulgar – d. 30 ianuarie 970 d.Hr., Constantinopol, Imperiul Roman de Răsărit) a fost țar al Bulgariei din 27 mai 927 până în 969. A fost fiul lui Simeon I cel Mare (dinastia Krum), din a doua căsătorie a lui Simeon cu Maria, sora lui George Sursuvul sau Sursubul, prim-ministru și regent al Țaratului Bulgar în 927-928.

## Biografie
Petru I s-a născut la începutul secolului al X-lea, dar se pare că unchiul său matern a fost foarte influent la începutul domniei sale. În 913, Petru a vizitat palatul imperial de la Constantinopol împreună cu fratele său mai mare Mihail. Din motive neprecizate, Simeon l-a obligat pe Mihail să devină călugăr și l-a numit pe Petru drept succesorul său.
La scurt timp după încoronarea sa de la 27 mai 927, Petru I al Bulgariei a reînceput războiul cu   bizantinii și a atacat Tracia bizantină. În urma acestei demonstrații de forță, Petru I a trimis o misiune diplomatică la Constantinopol, în căutarea păcii. O pace a fost stabilită cu frontierele restaurate la cele definite în tratatele din 897 și 904. Cuceririle lui Simeon în Tracia au fost cedate Imperiului Bizantin, care în schimb a recunoscut controlul bulgar asupra Macedoniei interioare. Petru a cerut și a primit, de asemenea, o mireasă bizantină, pe Maria Lecapena, nepoata lui Roman I Lecapenos, un tribut anual și recunoașterea titlului său de țar și al statutului autocefal al bisericii bulgare. Această pace a durat până în 966.
După ce Maria Lecapena, împărăteasa lui Petru a murit la mijlocul anilor 960, împăratul bizantin Nicefor al II-lea Focas a refuzat să plătească Bulgariei tributul anual în 966, plângându-se de alianța bulgară cu maghiarii și a întreprins o demonstrație de forță la frontiera cu Bulgaria. Nicefor al II-lea nu a lansat un atac direct împotriva Bulgariei, în schimb a trimis un sol prințului kievean Sviatoslav Igorevici pentru a aranja un atac al Rusiei Kievene împotriva Bulgariei, care să fie lansat dinspre nord. Sviatoslav a început cu ușurință o campanie cu o forță uriașă și i-a împins pe bulgari spre Dunăre și a cucerit în 80 de cetăți bulgărești în anul 968. Uimit de succesul aliatului său și suspectând care ar fi de fapt intențiile sale reale, împăratul Nicefor al II-lea s-a grăbit acum să facă pace cu Bulgaria și a aranjat căsătoriile împăraților minori, Vasile al II-lea și Constantin al VIII-lea, cu două prințese bulgare. Doi dintre fiii lui Petru au fost trimiși la Constantinopol în calitate de negociatori și ostatici onorifici. Între timp, Petru a reușit să asigure retragerea forțelor kievene prin provocarea aliaților tradiționali ai Bulgariei, pecenegii, de a ataca Kievul însuși.
În 968, Boris al II-lea, viitorul împărat al Bulgariei, a mers din nou la Constantinopol pentru a negocia o tranzacție de pace cu împăratul Nicefor al II-lea Focas  și, aparent, ca ostatic onorific. Acest aranjament urma să pună capăt conflictului dintre Bulgaria și Bizanț, care acum își vor uni forțele împotriva prințului Sviatoslav I de la Kiev, pe care împăratul bizantin îl asmuțise inițial împotriva bulgarilor. În 969, o nouă invazie kieveană a învins bulgarii din nou, iar Petru I a suferit un atac cerebral, ceea ce l-a determinat să abdice și să devină călugăr. A murit la 30 ianuarie 970. În circumstanțe care nu sunt deloc clare, lui Boris al II-lea i-a fost permis să se întoarcă în Bulgaria și să se așeze pe tronul tatălui său. 

## Familie
Din căsătoria lui Petru I cu fiica lui Christopher Lekapenos și nepoata lui Roman I Lecapenos, Maria Lakapena (renumită Eirene), Petru I a avut mai mulți copii, printre care: prințul Plenimir, Boris al II-lea, care a ajuns țar al Bulgariei în 969 și Roman I, care a ajuns țar al Bulgariei în 977.